# لورا فليسيل
لورا فيسيل كولوفيتش (بالفرنسية: Laura Flessel-Colovic)‏، 6 نوفمبر 1971) هي وزيرة شؤون الشباب والرياضة الفرنسية، وهي لاعبة مبارزة السلاح سابقة فازت بعديد الميداليات الأولمبية وهي أشهر مبارزة في تاريخ الرياضة الفرنسية. وتعمل (إضافة إلى عملها الوزاري) ضمن إدارة فريق محلي للمبارزة في باريس. لورا متزوجة ولها طفلة.
خلال حفل افتتاح الألعاب الأولمبية الصيفية 2012 كان لها شرف حمل العلم الفرنسي وكانت تلك مشاركتها الخامسة والأخيرة في الألعاب الأولمبية.
في 17 مايو 2017 تم تنصيبها وزيرة كأول عمل سياسي لها وذلك في حكومة إدوار فيليب الثانية في عهد الرئيس إيمانويل ماكرون.

## الإنجازات

### الألعاب الأولمبية الصيفية
|  | الألعاب الأولمبية الصيفية 1996 | مبارزة فردية |
|  | الألعاب الأولمبية الصيفية 1996 | فريق مبارزة  |
|  | الألعاب الأولمبية الصيفية 2004 | مبارزة فردية |
|  | الألعاب الأولمبية الصيفية 2000 | مبارزة فردية |
|  | الألعاب الأولمبية الصيفية 2004 | فريق مبارزة  |

### بطولة العالم للمبارزة
|  | بطولة العالم للمبارزة 1998 | مبارزة فردية |
|  | بطولة العالم للمبارزة 1998 | فريق مبارزة  |
|  | بطولة العالم للمبارزة 1999 | مبارزة فردية |
|  | بطولة العالم للمبارزة 2005 | فريق مبارزة  |
|  | بطولة العالم للمبارزة 2007 | فريق مبارزة  |
|  | بطولة العالم للمبارزة 2008 | فريق مبارزة  |
|  | بطولة العالم للمبارزة 1995 | فريق مبارزة  |
|  | بطولة العالم للمبارزة 2001 | مبارزة فردية |
|  | بطولة العالم للمبارزة 2005 | فريق مبارزة  |
|  | بطولة العالم للمبارزة 1995 | مبارزة فردية |
|  | بطولة العالم للمبارزة 1997 | فريق مبارزة  |
|  | بطولة العالم للمبارزة 2005 | مبارزة فردية |
|  | بطولة العالم للمبارزة 2006 | مبارزة فردية |

### ألعاب البحر الأبيض المتوسط
|  | ألعاب البحر الأبيض المتوسط 2005 | مبارزة فردية |

## التوقيف
تعرضت لورا لتوقيف مدته 3 أشهر بعد سقوطها في اختبار للمنشطات، وتم تبرأتها وإلقاء اللوم على طبيب الفريق الفرنسي الذي قدم لها عقار كان مسموحا باستعمال في فرنسا.

## في التلفزيون
شاركت لورا في الموسم الثالث من برنامج الرقص مع النجوم في نسخته الفرنسية.